# Вардан Аревелци
Варда́н Аревелци́ (арм. Վարդան Արևելցի — Варда́н с Восто́ка, также Варда́н Вели́кий; около 1198, Бардзраберд, Киликия — 1271, Хор Вирап) — армянский историк, географ, философ, языковед, переводчик, педагог и церковно-общественный деятель.

## Биография

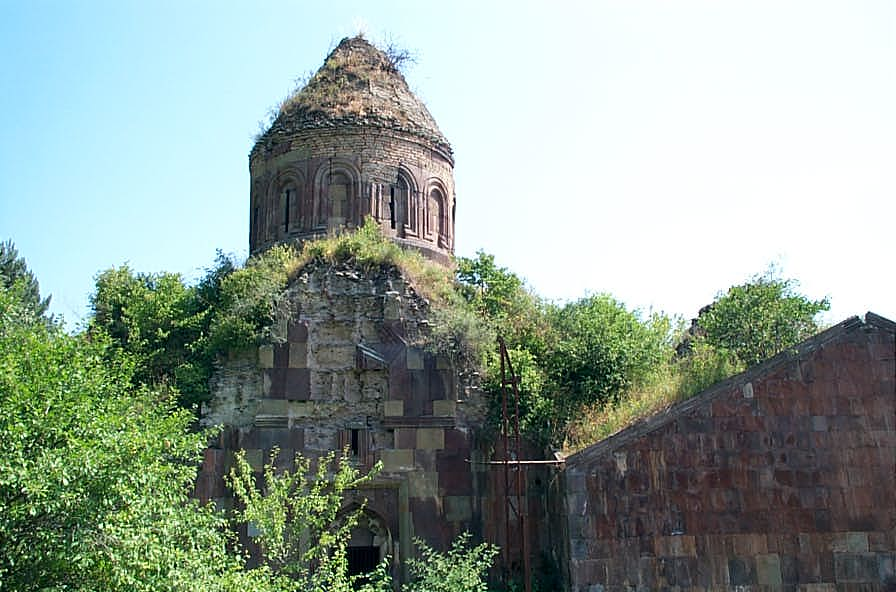
Монастырь Хоранашат

Родился либо в Киликии, либо в уезде Гандзак (территория вокруг современной Гянджи). Первоначальное образование получил на родине и в монастыре Нор Гетик, где был учеником Мхитара Гоша. Продолжил учёбу в монастыре Хоранашат в Тавуше у Ванакана Вардапета, где совершенствовался в грамматике, богословии и книжном деле. Кроме родного языка владел греческим, сирийским, персидским языками, а также ивритом и латынью. После получения степени вардапета (архимандрита), а с 1235 года также рабунапета, развивал бурную научно-исследовательскую деятельность. Основал школу монастыря св. Андрея в Кайенаберде, где занимался преподавательством в течение 1235—1239 и 1252—1255 годов. В 1239 году отправился и Иерусалим. По возвращении посетил Киликию по приглашению царя Хетума I. Здесь он был приближенным двора и католикосата. Участвовал в национально-церковном соборе Сиса 1243 года, каноны которого далее привёз в различные регионы собственно Армении. В 1248 году снова посетил Киликию, участвовал в общественно-политической жизни киликийского армянского государства, борьбе против экспансионистской политики Византии и Ватикана. По поручению католикоса Констандина I Бардзрабердци написал послание, направленное к народу Восточной Армении. Участвовал в церковном соборе Сиса 1251 года. В том же году вернулся в Армению, возобновил преподавательскую деятельность, организовал синоды в Ахпате и Дзагаване. В 1255 году основал школу в Хор Вирапе, где ввёл обучение античной философии, логике, грамматике и другим дисциплинам. Здесь его учениками были крупные средневековые культурные деятели Геворг Скевраци, Ованес Ерзнкаци, Нерсес Мшеци, Есаи Нчеци, Григор Балуеци, Григор Бджнеци и другие. В 1264 году отправился в Тебриз, где вёл переговоры с монгольским властителем Хулагу, получив от последнего особые доверенности о собрании налогов в Армении. Умер в Хор Вирапе, где и похоронен.

## Труды
Вардан Аревелци оставил богатое научное и литературное наследие — около 120 произведений. Его работы, среди которых «Толкование псалтыри», «Толкование двадцати пророков», «Толкование песни песней Григора Нарекаци», «Толкование Даниила», рассматривают разные аспекты мировоззрения времени, содержат богатые сведения о средневековой истории армянского народа, социально-экономических отношениях, быте и культурной жизни.
В 1248 году перевёл «Хронику» Михаила Сирийца.

### «Всеобщая История»

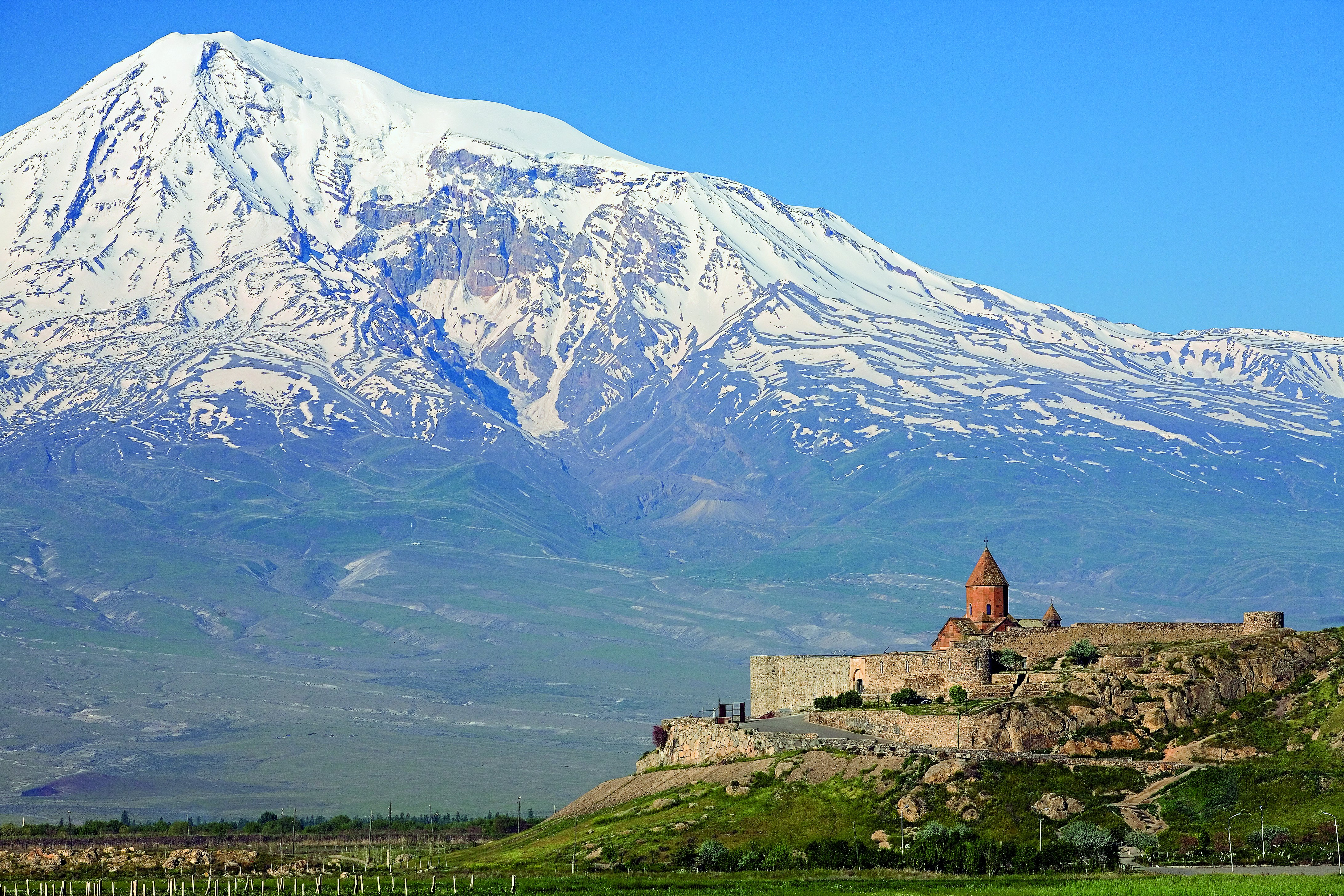
Монастырь Хор Вирап, где Аревелци основал высшую школу и написал «Всеобщую Историю»

Главный труд Вардана Аревелци — «Всеобщая История», который явился новой попыткой в армянской историографии написать всеобщую историю Армении. Состоит из «Предисловия» и 100 глав. Написан в Хор Вирапе. Содержание начинается с описания легендарного строительства Вавилонской башни, битвы между Хайком и Бэлом и доводится до 1267 год, времени смерти армянского католикоса Костандина I Бардзрабердци. В «Истории» политические, экономические, религиозные и культурные события в жизни армянского народа представлены параллельно с историей соседних стран. В качестве первоисточников Вардан Аревелци использовал труды Евсевия Кесарийского, Корюна, Мовсеса Хоренаци, Матеоса Урхаеци, Киракоса Гандзакеци, Ованнеса Тавушеци и других, а также надписи, документы и т. д. Особо важны сведения, относящиеся к XIII веку — времени жизни автора, хотя начиная с XI века изложение обогащается множественными новыми сообщениями, не освещёнными в других источниках. «История» является крайне важным источником о походах татаро-монголов в Закавказье, их налоговой политике, Хулагуидском государстве, армяно-монгольских взаимоотношениях.
Впервые была издана М. Эмином в 1861 году. В том же году Эмином был сделан русский перевод «Истории». Фрагменты были переведены на французский (Э. Дюлорие — 1860, И. Мюллер — 1927) и турецкий (Г. Андреасян — 1937) языки.

### «Жгланк»

Издание «Толкования грамматики» Вардана Аревелци